# Chaetothyrium berenice
Chaetothyrium berenice är en svampart som först beskrevs av Berk. & M.A. Curtis, och fick sitt nu gällande namn av M.E. Barr 1993. Chaetothyrium berenice ingår i släktet Chaetothyrium och familjen Chaetothyriaceae.   Inga underarter finns listade i Catalogue of Life.